# Sparkasse Mittersill
Die Sparkasse Mittersill Bank AG ist ein Salzburger Bankunternehmen mit Sitz in Mittersill und Teil der Sparkassengruppe in Österreich. Sie entstand  1894 als Gemeindesparkasse. Die Sparkasse ist Mitglied des Kooperations- und Haftungsverbundes der österreichischen Sparkassen und des Österreichischen Sparkassenverbands.
1982 erhält die Bank die Konzession für das Reisebürogewerbe. 2002 wird der Geschäftsbetrieb in eine Aktiengesellschaft eingebracht. Alle Aktien werden von einer Anteilsverwaltungssparkasse gehalten, die ein Jahr später in eine Stiftung umgewandelt wird.

## Geschichte
In den 1890er Jahren wurden im Pinzgau viele Raiffeisenkassen gegründet die bäuerliche Spargelder sammelten und das bäuerliche Kreditbedürfnis abdeckten. Im Zuge dessen reifte der Gedanke, auch ein Kreditinstitut für das Gewerbe ins Leben zu rufen. Der Gemeinderat von Mittersill beschloss deshalb im Juni 1894 die Gründung einer Sparkasse. Franz Rothbacher stellte der Sparkasse einen Raum zur Verfügung. Besondere Verdienste um die Sparkassengründung erwarben sich Bürgermeister Heinrich Schett, Notar Dr. Friedrich von Lürzer, Kaufmann Mathias Voglreiter und Johann Vorderegger. Mitte Oktober erfolgte die Wahl des Ausschusses der Sparkasse durch den Gemeindeausschuss, wobei Notar Lürzer die Funktion des Kanzleivorstandes erhielt. Ende Juli 1895 kam die behördliche Genehmigung zur Errichtung. Ende August 1895 verlangte der K. und K. Landesrat von Salzburg mittels Erlass die Ergänzung und Verbesserung der Statuten. Mit Oktober 1895 konnte die Sparkasse ihren Geschäften nachgehen.
Bis zum Jahre 1945 wurden alle Funktionen ehrenamtlich ausgeführt. Die geschäftsführenden Vorstandsmitglieder bzw. Direktionsmitglieder erhielten Remunerationen von geringer Höhe. Als Geschäftsleitung fungierten in den letzten Jahrzehnten Hubert Wielinger (bis 1987), danach Franz Petschenig und Ferdinand Cenger (bis 2007), ab 2008 die Vorstandsdirektoren Gerhard Biller und Christoph Hirscher, ab 2015 Gerhard Biller und Klaus Praster und seit 2018 Stephan Laner und Christoph Hirscher.
Die Sparkasse hat sich inzwischen zur „Regionalbank im Oberpinzgau“ entwickelt. Sie hat seit ihrem Bestehen den Gründungsgedanken „Die Sparkasse hat zur wirtschaftlichen Aufwärtsentwicklung der Bevölkerung sowie der privaten und öffentlichen Unternehmungen und Errichtungen vornehmlich ihres Einzugsgebietes beizutragen“ verfolgt.
Im ersten Jahr ihres Bestehens hielt die Sparkasse samstags Vormittag Kassa Stunden ab, 1896 wurde der Kassendienst auf montags Nachmittag verlegt und 1914 auf zwei Halbtage erweitert. Die Einführung des Tagesverkehrs einschließlich Samstagdienst erfolgte 1938. Während des Krieges wurden die Kassastunden wieder auf einen Tag pro Woche reduziert. Seit 1947 ist wieder der Tagesverkehr in Geltung.
1900 fand die Übersiedelung in Räumlichkeiten des neuerbauten Gemeindehauses statt. 1960 wurde das „Insam-Haus“ angekauft und 1961 die Hauptanstalt errichtet; sie befindet sich seit diesem Zeitpunkt am Stadtplatz von Mittersill. 1970 erfolgte die Eröffnung einer Geschäftsstelle in Uttendorf, 1977 in Neukirchen und 1979 Eröffnung in Bramberg.
Beim „Jahrhunderthochwasser“ 2005 wurde auch die Hauptanstalt in Mitleidenschaft gezogen und der Bankbetrieb musste für mehr als 6 Monate in Containern abgewickelt werden. 2009 erfolgten Um- und Erweiterungsbauten sowie Renovierung der oberen Stockwerke des Sparkassengebäudes in Mittersill.